# Узерін
Узерін (нім. Userin) — громада в Німеччині, розташована в землі Мекленбург-Передня Померанія. Входить до складу району Мекленбургіше-Зенплатте. Складова частина об'єднання громад Нойштреліц-Ланд.
Площа — 45,84 км2. Населення становить 688 ос. (станом на 31 грудня 2020).

## Галерея

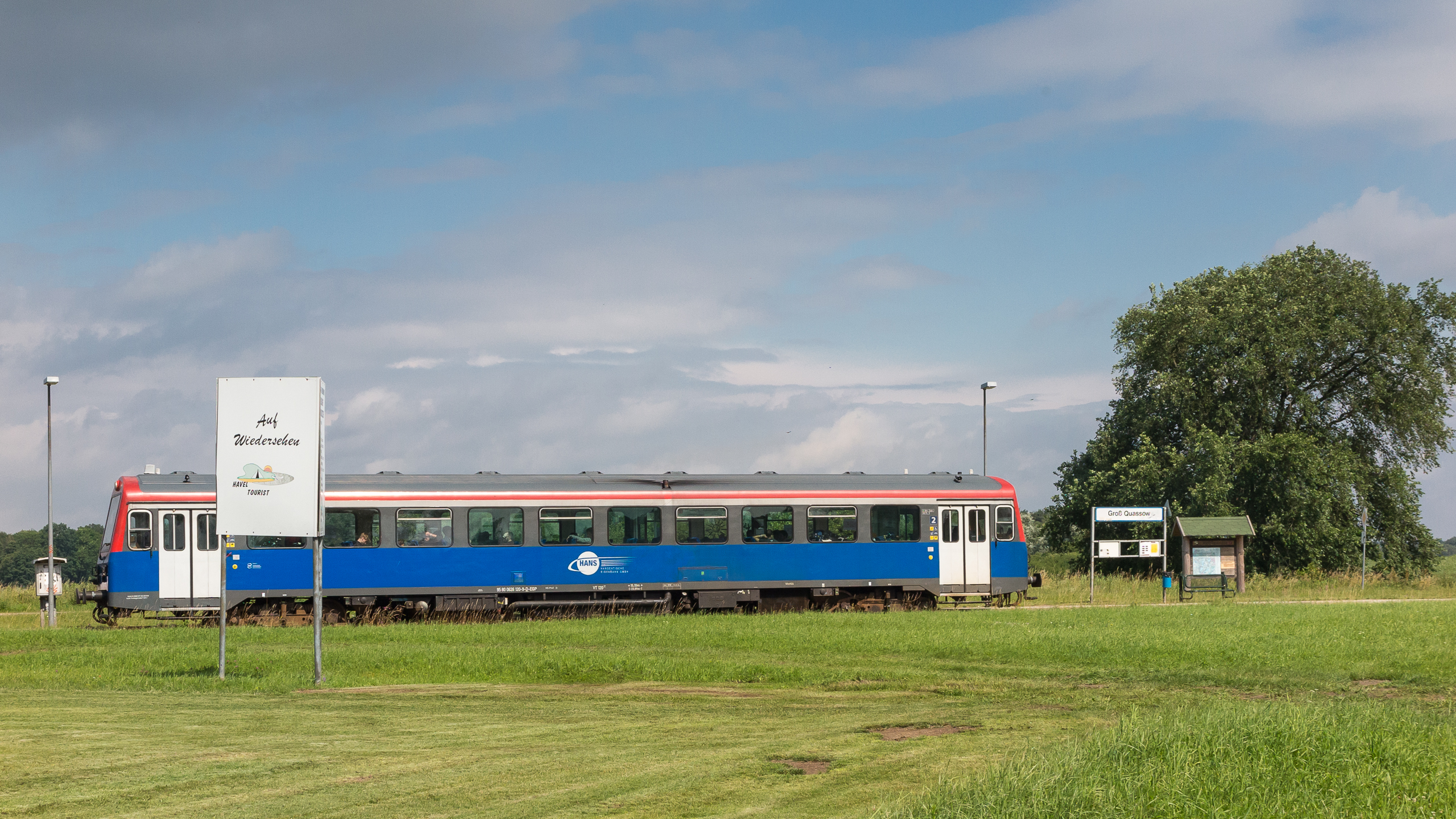